# 黃龍宗
黃龍宗，又稱黃龍派，為宋代禪宗五家七宗之一，為臨濟宗的支派，建立者為黃龍慧南禪師。

## 歷史
宋景祐三年（1036年），黃龍慧南禪師於江西隆興黃龍山（今江西省九江市修水县黄龙乡）崇恩院，成為黃龍派的初祖。

## 傳播
日僧明庵榮西將此宗傳至日本，為日本禪宗臨濟宗的起源。